# Campephaga petiti
El oruguero de Petit (Campephaga petiti) es una especie de ave paseriforme en la familia Campephagidae.

## Distribución y hábitat
Se lo encuentra en  Angola, Camerún, República del Congo, República Democrática del Congo, Gabón, Kenia, Nigeria, y Uganda.
Sus hábitats naturales son los bosques bajos húmedos subtropicales o tropicales o los bosques montanos húmedos tropicales.